# Dendrophthora bulbifera
Dendrophthora bulbifera är en sandelträdsväxtart som beskrevs av J. Kuijt. Dendrophthora bulbifera ingår i släktet Dendrophthora och familjen sandelträdsväxter. Inga underarter finns listade i Catalogue of Life.